# Аксел Бакунц
Аксел (Аксель) Бакунц (арм. Ակսել Բակունց; Александр Степанович Тевосян, 13 июня 1899, Горис, Российская империя — 8 июля 1937, Советская Армения) — армянский писатель-прозаик, киносценарист, переводчик и активист.

## Биография
Родился в крестьянской семье. В 1923 году окончил сельскохозяйственный университет Харькова и стал главным агрономом Зангезурского региона.
29 октября 1924 года в порядке поощрения Ереванским комитетом партии принимается кандидатом в члены КП(б)А «на общих основаниях».
В 1934 году — делегат от Армянской ССР на Первом съезде писателей СССР.
В начале 1937 года был арестован, репрессирован по сталинским спискам и расстрелян по обвинению в антисоветской деятельности. Согласно Шнирельману, Бакунц был репрессирован за то, что в одном из своих рассказов высказал недовольство по поводу земельного голода в Армянской ССР и намекнул на то, что в пределах современной Турции находятся многие земли армян. В 1955 году посмертно реабилитирован ввиду отсутствия состава преступления. В 1957 году в доме, где он вырос, был открыт музей.

## Произведения
Самые популярные произведения — «Альпийская фиалка» (посвящённая Арпеник Чаренц, первой жене Егише Чаренца), «Лар-Маркар», «Письмо русскому царю», «Киорес» (1935) и другие.
В сатирической хронике «Киорес» (1935) изображены нравы провинциального городка.
Бакунц также являлся киносценаристом («Зангезур» и другие).
Коллекция коротких историй 1927 года «Мтнадзор» была опубликована на английском под названием «The Dark Valley» (рус. «Тёмная Долина») в 2009.
В повести «Овнатан Марч» (1927) Бакунц разоблачал буржуазных националистов.
Бакунц не завершил романы «Хачатур Абовян», «Кармракар» (опубликовано несколько глав).

### Новеллы
- «Альпийская фиалка»
- «Фазан (рассказ)»
- «Лар-Маркар»
- «Письмо к русскому царю»
- «Беседа Муро»
- «Белый конь»
- «Орешники братства»
- «Сын гончара»
- «Закат провинции»

### Экранизации
В 1961 году на киностудии «Арменфильм» по ряду новелл Акселя Бакунца был снят фильм «Перед рассветом».